# De 1% Quiz
De 1% Quiz is een Nederlands televisieprogramma uitgezonden op RTL 4 waarin honderd deelnemers vragen met betrekking tot inzicht, logisch nadenken en creativiteit worden gesteld en de uiteindelijke winnaar maximaal 50.000 euro kan winnen. Het programma is afkomstig van ITV en de presentatie is in handen van Tijl Beckand.

## Opzet
Het spelprogramma bevat vragen waarbij inzicht, logisch nadenken en creativiteit van belang zijn. Deze vragen worden aan honderd deelnemers gesteld en worden steeds lastiger. Zo is de eerste vraag in een representatief publieksonderzoek door 90% goed beantwoord, de laatste vraag slechts door 1%. De honderd deelnemers starten elk met 500 euro waarmee ze een vraag kunnen overslaan. Halverwege het spel krijgen de deelnemers die dan nog in het spel zitten de mogelijkheid om te stoppen en dat geld mee naar huis te nemen (mits ze nog geen vraag hebben overgeslagen). Dat bepaalt of de hoofdprijs de maximale waarde van 50.000 euro heeft of minder is.

## Kijkcijfers
| Seizoen | Uitzendtijden              | Aantal afleveringen | Start seizoen    | Start seizoen | Einde seizoen  | Einde seizoen | Gemiddelde kijkcijfers |
| Seizoen | Uitzendtijden              | Aantal afleveringen | Datum            | Kijkcijfers   | Datum          | Kijkcijfers   | Gemiddelde kijkcijfers |
| ------- | -------------------------- | ------------------- | ---------------- | ------------- | -------------- | ------------- | ---------------------- |
| 1       | Zaterdag 21:35 – 22:30 uur | 7                   | 21 mei 2022      | 740.000       | 2 juli 2022    | 559.000       | 572.143                |
| 2       | Zaterdag 21:35 – 22:30 uur | 6                   | 27 augustus 2022 | 589.000       | 1 oktober 2022 | 642.000       | 553.833                |